# Stazione di Realmonte
La stazione di Realmonte è stata una stazione ferroviaria posta lungo la ex linea ferroviaria a scartamento ridotto Castelvetrano-Porto Empedocle chiusa nel 1986, era a servizio del comune di Realmonte.

## Storia
La stazione venne inaugurata il 16 dicembre 1911 contestualmente all'apertura della tratta Siculiana–Porto Empedocle. 
Dal mese di dicembre del 1977 al gennaio del 1978 la stazione divenne terminale temporaneo in quanto il servizio fu sospeso da Realmonte ad Agrigento e sostituito da autocorse sostitutive; qualche mese dopo venne chiuso anche il tratto tra Realmonte e Ribera e Porto Empedocle e la stazione posta fuori servizio.
Nel 1977 la stazione cessò il suo funzionamento in seguito alla chiusura al traffico della tratta Realmonte-Agrigento.

## Strutture e impianti
Era dotata di un fabbricato viaggiatori, un magazzino merci e due binari.